# Miasto Čačak
Miasto Čačak (serb. Grad Čačak / Град Чачак) – jednostka administracyjna w Serbii, w okręgu morawickim. W 2018 roku liczyła 110 279 mieszkańców.